# Jaderná elektrárna Browns Ferry
Jaderná elektrárna Browns Ferry (anglicky Browns Ferry Nuclear Plant) je provozní jadernou elektrárnou ve Spojených státech. Leží u jezera Wheeler u města Decatur ve státě Alabama. Elektrárnu vlastní a provozuje společnost Tennessee Valley Authority (TVA). S výkonem 3775 MW se jedná o druhou nejvýkonnější jadernou elektrárnu ve Spojených státech, hned za jadernou elektrárnou Palo Verde a nejvýkonnější elektrárnou společnosti TVA. Jaderná elektrárna byla dodána a vybudována společností General Electric. Elektrárna zaměstnává přes 1500 pracovníků.

## Historie a technické informace

### Počátky
Jaderná elektrárna je pojmenována po přívozu, který v místě fungoval až do poloviny 20. století. Browns Ferry byla první jaderná elektrárna společnosti TVA. Ke schválení projektu došlo 17. června 1966 a stavba začala v září 1966.

### Blok 1

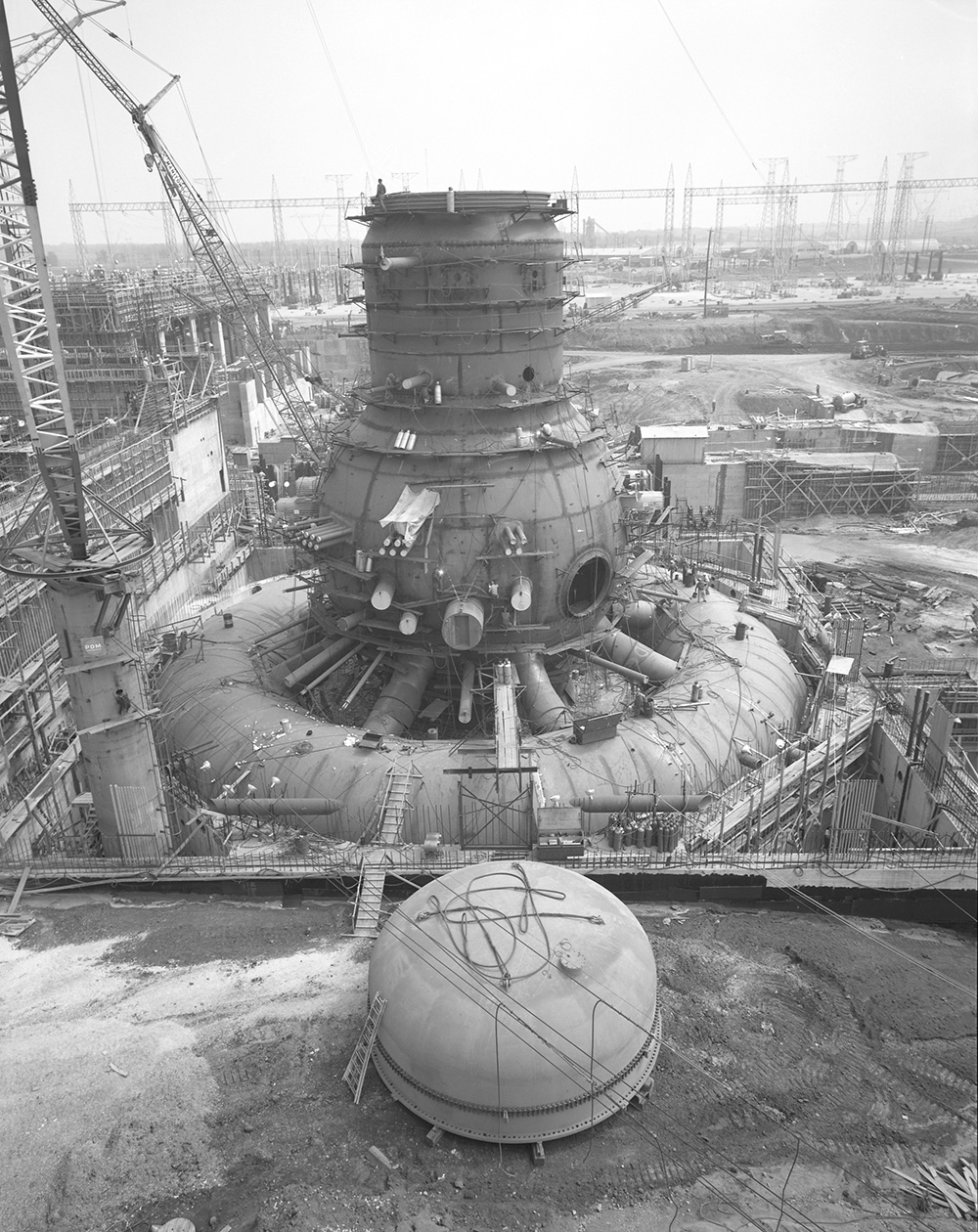
Výstavba prvního bloku

Výstavba samotného prvního bloku započala 1. května 1967. Jedná se o varný reaktor typu BWR-4. Jeho hrubý výkon dosahuje 1256 MW a čistý výkon putující do sítě po odečtu vlastních potřeb bloku je 1200 MW. Připojení do sítě proběhlo 15. října 1973 a do komerčního provozu reaktor přešel 1. srpna 1974. Jednalo se o první reaktor na světě, který pokořil výkon 1000 MW.
22. března 1975 došlo k požáru, když pracovník pomocí svíčky hledal úniky vzduchu a omylem zapálil provizorní kabelové těsnění. V Browns Ferry byl jako protipožární uzávěr použit pěnový plast, pokrytý na obou stranách dvěma vrstvami nátěru zpomalujícího hoření. Oheň se z provizorního těsnění rozšířil do pěnového plastu a způsobil značné poškození řídicí kabeláže reaktoru. Tímto požárem byl zasažen i blok 2. Nehoda způsobila roční odstávku reaktoru.
Poté, co byl blok opraven, fungoval od roku 1976 do 3. března 1985, kdy byl společně s dalšími dvěma bloky zastaven z důvodu provozních a řídících problémů. Počínaje rokem 2002 se společnost TVA zavázala k obnově 1. bloku do provozního stavu a vynaložila na to 1,8 miliardy amerických dolarů. NRC schválil restart 15. května 2007 a kritického stavu bylo dosaženo již 22. května. Dlouhodobá odstávka trvala 22 let.
Během počátečního testování po restartu 24. května 2007 prasklo netěsné potrubí hydrauliky a došlo k rozlití více než dvou tisíc litrů neradioaktivní tekutiny a reaktor byl opět odstaven. Spouštění reaktoru bylo obnoveno 27. května 2007 a do elektrické sítě začal blok elektřinu dodávat 2. června. Plného výkonu bylo dosaženo 8. června.
4. května 2006 NRC schválil provozní licenci do 20. prosince 2033.

### Blok 2
Výstavba druhého bloku začala společně s blokem 1, také 1. května 1967. Jedná se o varný reaktor typu BWR-4. Jeho hrubý výkon dosahuje 1259 MW a čistý výkon putující do sítě po odečtu vlastních potřeb bloku je 1200 MW. Připojení do sítě proběhlo 28. srpna 1974 a do komerčního provozu reaktor přešel 1. března 1975.
Blok byl zastaven 3. března 1985 zastaven z důvodu provozních a řídících problémů. Do provozu se vrátil 24. května 1991. Dlouhodobá odstávka trvala 6 let.
Během sucha v srpnu 2007 byl blok 2 odstaven na jeden den, protože teplota vody v řece Tennessee byla příliš vysoká na to, aby se dala použít k chlazení třech reaktorů najednou.

### Blok 3
Výstavba třetího bloku byla zahájena 1. července 1968. Jedná se o varný reaktor typu BWR-4. Jeho hrubý výkon dosahuje 1260 MW a čistý výkon putující do sítě po odečtu vlastních potřeb bloku je 1210 MW.
Blok byl zastaven 3. března 1985 zastaven z důvodu provozních a řídících problémů. Do provozu se vrátil 1. listopadu 1995. Dlouhodobá odstávka trvala 10 let.

### Okolní obyvatelstvo
NRC definuje dvě zóny havarijního plánování kolem jaderných elektráren. První o poloměru 16 kilometrů, která se týká především vystavení radioaktivní kontaminace vzduchu a poté druhou o poloměru 80 kilometrů, jež se zabývá kontaminací potravin a vody.
Podle studie NRC využívající geologická data z let 1989 až 2008, která byla zveřejněna v srpnu 2010, bylo odhadované riziko zemětřesení dostatečně silného na to, aby způsobilo poškození aktivní zóny prvního reaktoru 1 ku 270 270 a pro reaktory dva a tři bylo riziko 1 ku 185 185.

## Informace o reaktorech
| Reaktor        | Typ reaktoru  | Výkon   | Výkon   | Zahájení výstavby | Připojení k síti | Uvedení do provozu | Uzavření |
| Reaktor        | Typ reaktoru  | Čistý   | Hrubý   | Zahájení výstavby | Připojení k síti | Uvedení do provozu | Uzavření |
| -------------- | ------------- | ------- | ------- | ----------------- | ---------------- | ------------------ | -------- |
| Browns Ferry-1 | BWR-4 251-764 | 1200 MW | 1256 MW | 1. 5. 1967        | 15. 10. 1973     | 1. 8. 1974         |          |
| Browns Ferry-2 | BWR-4 251-764 | 1200 MW | 1259 MW | 1. 5. 1967        | 28. 8. 1974      | 1. 3. 1975         |          |
| Browns Ferry-3 | BWR-4 251-764 | 1210 MW | 1260 MW | 1. 7. 1968        | 12. 9. 1976      | 1. 3. 1977         |          |